# Нижня Верея
Нижня Верея (рос. Нижняя Верея) — село в Виксинському міському окрузі Нижньогородської області Російської Федерації.
Населення становить 792 особи. Входить до складу муніципального утворення Міський округ місто Викса.

## Історія
Раніше населений пункт належав до ліквідованого 2011 року Виксинського району. До 2011 року входило до складу муніципального утворення Робітниче селище Шиморське.

## Населення
| 1859 | 1897 | 1905 | 1999 | 2002 | 2010 |
| ---- | ---- | ---- | ---- | ---- | ---- |
| 308  | ↗761 | ↗868 | ↘816 | ↘815 | ↘792 |

## Люди
В селі народився Малаков Василь Федорович (1902—1988) — український радянський журналіст, драматург.